# Ice Cream Cake
Ice Cream Cake é o extended play (EP) de estreia do grupo feminino sul-coreano Red Velvet. Foi lançado digitalmente em 17 de março de 2015 e fisicamente em 18 de março pela SM Entertainment e distribuído pela KT Music, marcando o primeiro lançamento adequado do grupo desde sua estreia em agosto de 2014 e seu primeiro lançamento como um quinteto desde a adição da quinta integrante no grupo, Yeri. O EP foi lançado em duas versões físicas, com o nome dos dois singles e contém seis faixas que introduziram os conceitos sonoros "Red" e "Velvet" do grupo.  A dualidade foi ainda demonstrada por seus dois singles (comercializados como faixas-título duplo), "Automatic" e "Ice Cream Cake", com o último se tornando o grande sucesso comercial do grupo. O fundador da SM, Lee Soo-man foi o produtor executivo do EP, com Hayley Aitken, Trinity Music, Daniel "Obi" Klein, Charli Taft, Jam Factory, Kenzie, Teddy Riley, Cha Cha Malone, MonoTree e outros contribuíram com as letras e a produção.
Após seu lançamento, Ice Cream Cake recebeu críticas positivas dos críticos de música por seu "esforço impressionante" de estabelecer os dois lados de sua identidade musical. O EP também alcançou sucesso comercial, tornando-se o primeiro líder das tabelas de Red Velvet na Gaon Album Chart na Coreia do Sul e número dois na Billboard World Albums Chart pela primeira vez, enquanto alcançou o número 24 na tabela Heatseekers Albums da Billboard. Desde então, vendeu vendas cumulativas de mais de 94.000 cópias.

## Antecedentes e lançamento
Após o fim da promoção de "Be Natural" no final de outubro de 2014, foi anunciado que Red Velvet retornaria com um extended play, marcando seu primeiro lançamento adequado desde a estreia do grupo em agosto passado. Em fevereiro de 2015, Red Velvet foi flagrado filmando em um deserto nos arredores de Palmdale, Califórnia, com a então membro do SM Rookies Yeri, com o rumor da música como "Blonde Girl", quando na verdade estavam filmando o videoclipe de "Ice Cream Cake". Yeri foi então apresentada pela SM Entertainment como a quinta integrante de Red Velvet por meio de dois vídeos carregados no canal da gravadora no YouTube em 11 e 12 de março, que continham amostras de áudio da faixa então desconhecida do álbum "Somethin Kinda Crazy". No mesmo dia, elas revelaram o título do primeiro álbum do grupo, Ice Cream Cake. Em 14 de março, o videoclipe de "Automatic" foi lançado dias antes do lançamento do EP, com a faixa-título "Ice Cream Cake" seguindo o exemplo em 16 de março. SM Entertainment confirmou que o grupo estaria promovendo "Ice Cream Cake" e "Automatic". O EP foi lançado em duas versões, Ice Cream Cake e Automatic. Embora não haja alterações na lista de faixas, a versão Automatic tem uma capa alternativa que apresenta a arte original em preto e branco, junto com o design do disco físico e o álbum de fotos dentro é diferente da outra versão.

## Composição

### Conceito
Não apenas o nome do grupo "Red Velvet" representa suas duas imagens diferentes, mas também representa o conceito de dualidade sonora em que o grupo estava se concentrando desde sua estreia em 2014. Enquanto o conceito de "Red" mostra o "lado doce e chiclete" do grupo, o conceito de "Velvet" destaca o grupo como "sirenes abafadas" com "slow jam de R&B no estilo Janet Jackson". Ice Cream Cake marca o primeiro lançamento de Red Velvet a conter as composições "Red" e "Velvet", que foi eventualmente seguida por dois lançamentos diferentes que se concentraram exclusivamente em um único conceito sonoro: The Red em setembro de 2015 e The Velvet em março de 2016.

### Canções
O EP começa com a faixa de mesmo nome "Ice Cream Cake", uma "confecção pop enérgica e açucarada" que consiste em elementos de bubblegum pop e drum and bass. Produzida por Hayley Aitken e a equipe de produção Trinity Music, o título original da música era "Ice Cream Truck" antes da letra ser reescrita em coreano pelo compositor Jo Yoon-kyung e Kim Dong-hyun. Além disso, também apresenta uma harmonia "assombrada" que pode ser ouvida durante a introdução da música, ao mesmo tempo que é acompanhada pelo som de uma caixa de música. A letra conta a emoção de uma garota sendo atraída pelo namorado, usando "bolo de sorvete" como uma metáfora para os sentimentos da garota. Junto com o electro-pop "Stupid Cupid" e a alegre e poppy "Take It Slow", as três faixas representam o conceito "Red", com "Stupid Cupid" oferecendo uma "aura" diferente através dos riffs elétricos e "Take It Slow "destaca a harmonização do grupo e os vocais suaves que lembram "a perfeição" das colegas de gravadora Girls 'Generation-TTS.
Em contraste, a segunda faixa "Automatic" é "uma faixa R&B implementada com certeza" com influência do neo soul, portanto representa o conceito sonoro "Velvet". Produzida por Daniel "Obi" Klein e a cantora e compositora britânica Charli Taft, a canção foi o primeiro trabalho da dupla com Red Velvet (que mais tarde participaria dos próximos lançamentos do grupo). Liricamente, a música conta como os sentidos e sentimentos de uma garota são "naturais" e "automáticos" apenas pelo toque de seu amante, com o monólogo de abertura "Como você gosta dessa batida? / Natural e automático para você." Charli Taft também co-produziu a terceira faixa "Something Kinda Crazy", uma faixa de R&B moderno com influência pop de sintetizador que canta sobre os sentimentos fascinantes de uma garota quando ela se envolve em um relacionamento. A letra foi escrita pela compositora Kenzie, com o produtor americano Teddy Riley se juntando à produção. A faixa final, "Candy", é uma faixa de R&B "suave e estimulante" que fala sobre os desejos de um relacionamento duradouro. Essas três faixas eventualmente representam o conceito "Velvet" do grupo, retratando as imagens e músicas "sensuais" do grupo.

## Promoção
SM Entertainment anunciou um programa no qual o grupo estará promovendo seu novo álbum, chamado Ice Cream TV. O grupo interpretou as canções ao vivo do espectáculo, que foi transmitido através da Naver Music e apresentado pelo Minho de Shinee. Além de suas apresentações ao vivo, o grupo também falou sobre o novo álbum e seu retorno.
O grupo começou a promover seus singles "Automatic" e "Ice Cream Cake" em programas musicais em 19 de março. Elas apresentaram pela primeira vez as músicas no M Countdown da Mnet, seguido por apresentações no Music Bank da KBS em 20 de março e Inkigayo da SBS em 22 de março. Elas voltaram ao Music Bank uma semana depois e ganharam seu primeiro troféu de programa musical desde sua estreia oficial. Elas tiveram sua primeira apresentação no exterior de "Ice Cream Cake" e sua primeira como um grupo de 5 integrantes em um concerto da SM Town realizado em Taiwan. O grupo também promoveu e apresentou músicas do álbum nas Filipinas para o Best of the Best K-pop Concert em 12 de abril, um concerto que também contou com os colegas de gravadora Super Junior e Girls' Generation, bem como o grupo masculino da Cube, BtoB. O grupo também teve suas primeiras promoções nos Estados Unidos no KCON em 2 de agosto no Staples Center no centro de Los Angeles. O grupo participou de uma sessão de engajamento de fãs no Los Angeles Convention Center e cantou as músicas "Ice Cream Cake", "Somethin 'Kinda Crazy" e "Happiness" durante o concerto.

## Recepção
| Críticas profissionais | Críticas profissionais |
| Avaliações da crítica  | Avaliações da crítica  |
| Fonte                  | Avaliação              |
| ---------------------- | ---------------------- |
| IZM                    | 3.5. de 5 estrelas.    |
| Seoulbeats             | 3.75 de 5 estrelas.    |

Após seu lançamento inicial, Ice Cream Cake recebeu críticas positivas da maioria dos críticos de música por apresentar o conceito de dualidade sonora do grupo.  Jakob Dorof, da revista de música pop Spin, descreveu a faixa "Ice Cream Cake" como "um presente tão inesperado quanto imprevisível [...] tem um impacto, mas desce suavemente com o tempo" e considerou-a "a especialidade do gravadora SM: chiclete que recompensa profundamente as rotações repetidas." Jeff Benjamin da Billboard chamou o álbum de "um esforço impressionante para um grupo tão jovem" e elogiou sua capacidade de personificar a identidade musical de dois lados do grupo por meio dos singles "Ice Cream Cake" e "Automatic". Ele explicou: "A faixa anterior é uma confecção pop enérgica e açucarada que [...] parece representar o lado doce de chiclete da roupa; o lado "Red", se preferir. Enquanto a última é queima lenta, "doce lento de R&B no estilo Janet Jackson que os [...] posiciona como sirenes abafadas; seu lado "Velvet"." Em uma crítica positiva para o EP, o escritor Kim Do-hyun do IZM complementou a forte influência R&B no lançamento, enquanto notava que o lançamento é "uma declaração independente" para o grupo, escolhendo as canções, "Something Kinda  Crazy" e "Take It Slow" os destaques do EP. Outra crítica de Seoulbeats descreveu o EP como "um álbum sinceramente doce que mostra a ampla gama de talentos que as mulheres do Red Velvet possuem." Os dois singles apareceriam mais tarde no top 25 de canções de Red Velvet da Billboard, com "Automatic " no número nove e "Ice Cream Cake" no número dezoito.

## Desempenho comercial
Na semana de 15 de março de 2015, Ice Cream Cake estreou e passou uma semana na posição número um na Gaon Album Chart semanal, dando ao grupo seu primeiro título no topo das paradas. Todas as seis canções do álbum finalmente chegaram às paradas na mesma semana na Gaon Digital Chart. O álbum se tornou o álbum mais vendido de um grupo feminino da Coreia do Sul na Hanteo Chart no primeiro semestre de 2015. Com um total de 48.815 cópias vendidas em 2015, o EP foi o 50º lançamento mais vendido na tabela de álbuns de 2015, e mais tarde alcançou vendas cumulativas de mais de 88.000 cópias em setembro de 2018. Ele também estreou na posição número dois na Billboard World Albums Chart, tornando-se sua primeira entrada na tabela. O álbum também alcançou 25 pontos na Top Heatseekers da Billboard em 4 de abril de 2015.

## Lista de faixas
| N.º            | Título                             | Letras                                      | Música | Arranjo                                                    | Duração |  |
| 1.             | "Ice Cream Cake"                   | Jo Yoon-kyung Kim Dong-hyun                 | Hayley Aitken Sebastian Lundberg (Trinity Music) Fredrik Häggstam (Trinity Music) Johan Gustafsson (Trinity Music | Hayley Aitken Trinity Music                                | 3:11    |  |
| 2.             | "Automatic"                        | Choi So-young                               | Daniel "Obi" Klein Charli Taft                                                                                    | Daniel "Obi" Klein Charli Taft                             | 3:30    |  |
| 3.             | "Somethin Kinda Crazy"             | Kenzie                                      | Kenzie Teddy Riley (Red Rocket) Dominique "DOM" Rodriguez (Red Rocket) Lee Hyun-seung (Red Rocket) Charli Taft    | Kenzie Red Rocket Charli Taft                              | 3:19    |  |
| 4.             | "Stupid Cupid"                     | Seong Hyun-bin (Doppio (Devine Channel))    | Andrew Choi Joseph "220" Park Hayley Aitken Cha Cha Malone                                                        | Andrew Choi Joseph "220" Park Hayley Aitken Cha Cha Malone | 3:29    |  |
| 5.             | "Take It Slow"                     | G-High (MonoTree) Lee Joo-hyoung (MonoTree) | G-High (MonoTree) Lee Joo-hyoung (MonoTree)                                                                       | MonoTree                                                   | 3:31    |  |
| 6.             | "Candy" (hangul: 사탕; rr: Satang) | Hong Ji-yoo                                 | Claire Rodrigues Lee (Hookline & Singer Music) Kevin Charge (TG Publishing)                                       | Score                                                      | 4:22    |  |
| Duração total: | Duração total:                     | Duração total:                              | Duração total: | Duração total:                                             | 21:28   |  |

## Créditos
Os créditos são das notas do encarte do álbum.
| - SM Entertainment Co., Ltd. – produtor executivo - Lee Soo-man – produtor - Kim Cheol-soon – engenheiro de gravação - Jeong Ui-seok – engenheiro de gravação - Lee Min-kyu – engenheiro de gravação - Kim Hyeon-gon – engenheiro de gravação - Oh Seong-goon – engenheiro de gravação - Jeong Gi-hong – engenheiro de gravação - Jeong Eun-kyeong – engenheiro de gravação - G-high – engenheiro de gravação - Nam Goong-jin – engenheiro de mixagem - Goo Jong-pil – engenheiro de mixagem - Kim Cheol-soon – engenheiro de mixagem - Jeong Ui-seok – engenheiro de mixagem - Jeon-hoon – engenheiro de masterização - Shin Soo-min – engenheiro assistente de masterização | - Steven Myungkyu Lee – supervisão inglesa - Min Hui-jin – diretor criativo - Shin Hui-won – diretor de videoclipe ("Automatic") - Kim Seong-ook – diretor de videoclipe ("Ice Cream Cake") - Min Hui-jin – design - Jo Woo-cheol – design - Kim Ye-min – design - Madame Lolina – ilustração - Choi Min-hye – estilista - Kim Joo-hee – artista de maquiagem - Shin Gyeong-mi – artista de maquiagem ("Automatic") - Kim Joo-hee – artista de maquiagem ("Ice Cream Cake") - Lee Ji-hyeon – estilista de cabelo ("Automatic") - Jeong Seon-i – estilista de cabelo ("Ice Cream Cake") - Min Hui-jin – fotografia - Kim Ye-min – assistente de fotografia - Young-min Kim – supervisor executivo |

## Desempenho nas tabelas
| Tabela musical (2015)                      | Melhor posição |
| ------------------------------------------ | -------------- |
| Coreia do Sul (Gaon)                       | 1              |
| Estados Unidos (Billboard World Albums)    | 2              |
| Estados Unidos (Billboard Top Heatseekers) | 24             |

| Tabela musical (2015) | Melhor posição |
| --------------------- | -------------- |
| Coreia do Sul (Gaon)  | 8              |

| Tabela musical (2015) | Melhor posição |
| --------------------- | -------------- |
| Coreia do Sul (Gaon)  | 50             |

## Certificações e vendas
| Região                | Certificação | Unidades/vendas |
| --------------------- | ------------ | --------------- |
| Coreia do Sul (KMCA)  | —            | 85,282          |
| Estados Unidos (RIAA) | —            | 3,000           |

## Histórico de lançamento
| Região        | Data                | Formatos         | Gravadoras  | Ref.  |
| ------------- | ------------------- | ---------------- | ----------- | ----- |
| Várias        | 17 de março de 2015 | Download digital | SM          | [ 1 ] |
| Coreia do Sul | 18 de março de 2015 | CD               | SM KT Music |       |